# MIT应用开发者
MIT應用開發者（英語：App Inventor）是一款图形用户界面的Android智能手机应用程序开发软件。它起先由Google提供，现在由麻省理工學院維護及營運。

## 概述
它可以让任何熟悉或不熟悉程序设计的人来创造基于Android操作系统的应用软件。它使用图形化界面，非常类似于Scratch語言和StarLogo TNG用户界面。用户可以拖放图形对象来创造一个运行在安卓系统上的应用，它就可以在许多手机设备上运行。
應用開發者團隊是由哈尔·阿伯尔森和馬克·弗里德曼領導。

## 歷史
- 2010年7月12日這應用軟體運行，2010年12月15日對公眾開放。2011年12月31日谷歌終止了這應用開發者軟體。現在MIT中心手機學習部門支持運營這個應用軟體，名字改為「MIT應用開發者」。[2]
- 2013年12月6日應用開發者發表了App Inventor 2 Beta[3]
- 2020年2月起， 應用開發者把測試應用的軟件（AI Companion）推廣到iOS上面，使用者可以在App Store找到它。

## 教程
- Sarah Guthals. . Dummies Junior 1. Hoboken, New Jersey: John Wiley & Sons, Inc. 2017. ISBN 1119376424 （英语）.
- David Wolber; Hal Abelson; Ellen Spertus; Liz Looney.  1. O'Reilly Media. 2011. ISBN 978-1449397487 （英语）.
  - David Wolber; Hal Abelson; Ellen Spertus; Liz Looney.  2. O'Reilly Media. 2015 [2011]. ISBN 978-1-491-90684-2 （英语）.
  - 汉译版：沃尔贝 (David Wolbe); 埃布尔森 (Hal Abelson); 斯珀特斯 (Ellen Spertus); 卢尼 (Liz Looney). . 图灵程序设计丛书. 金从军 (汉译者) 1. 人民邮电出版社. 2016. ASIN B01IFIBFOS. ISBN 9787115423887 （中文（中国大陆））.
- Derek Walter; Mark Sherman. . Learning 1. Addison-Wesley Professional. 2014. ISBN 9780133798630 （英语）.
  - 汉译版：Derek Walter; Mark Sherman. . 移动开发经典丛书. 靳晓辉 (汉译者) 1. 清华大学出版社. 2015. ASIN B013QJFZ24. ISBN 9787302404293 （中文（中国大陆））.
- Paula Beer; Carl Simmons.  1. Manning Publications（英语：Manning Publications）. 2015. ISBN 9781617291432 （中文（中国大陆））.
- Felicia Kamriani; Krishnendu Roy.  1. Packt Publishing（英语：Packt Publishing）. 2016. ISBN 978-1-78528-110-5 （中文（中国大陆））.
- 瞿绍军. . 移动开发人才培养系列丛书 1. 人民邮电出版社. 2016. ASIN B01IMTOS44. ISBN 9787115426819 （中文（中国大陆））.
- 吴明晖; 金敏.  1. 电子工业出版社. 2017. ASIN B07577T499. ISBN 9787121313936 （中文（中国大陆））.
- 王向辉; 张国印; 沈洁.  [Visualized Android Application Development:a Jigsaw App Inventor 2 Model] 2. 清华大学出版社. 2015. ASIN B00SIZJM44. ISBN 9787302370628 （中文（中国大陆））.
- 黄仁详; 金琦; 易伟. 李艺 (责任编辑) , 编. . 机械工业出版社. 2014. ISBN 978-7-111-48309-0 （中文（中国大陆））.

### 在线教程
- . appinventorblocks.com.   [2013-12-23]. （原始内容存档于2014-06-06） （英语）.
- . App Inventor官方网站.   [2013-12-23]. （原始内容存档于2010-07-15） （英语）.